# جونیو سزار آرسانجو
جونیو سزار آرسانجو (به پرتغالی: Júnio César Arcanjo) هافبک اهل برزیل است که در شهر Nova Lima و در تاریخ ۱۱ ژانویهٔ ۱۹۸۳ به دنیا آمده‌است.
جونیو سزار آرسانجو در تیم‌های فوتبال اتلتیکو مینیرو سابقهٔ حضور دارد.